# SVT24
SVT24 es un canal de televisión público temático sueco que pertenece al grupo de comunicación Sveriges Television. Comenzó sus emisiones el 15 de marzo de 1999 y su programación se centra en la información en continuo. Desde 2003 también emite algunos eventos y deportes los fines de semana.

## Historia
El 15 de marzo de 1999, SVT24 comenzó sus emisiones con un sumario de noticias de actualidad seguido de un discurso del director general de SVT. En sus primeros años, SVT24 emitió en simulcast varios acontecimientos relevantes que se emitían en SVT1 o en SVT2, dejando a SVT24 dedicar su programación a coberturas más amplias de las que podían emitir los canales principales.
Al principio el canal emitía noticias cada 15 minutos los días entre semana pero no emitía ni los fines de semana ni programas nocturnos, que comenzaron meses más tarde. El canal también emitía noticias económicas dos veces a la hora, información del tiempo y reportajes.
El 24 de febrero de 2003 SVT creó un nuevo canal llamado 24, que sería el reemplazo de SVT24 y de SVT Extra. El nuevo canal incluía la programación informativa de SVT24 además de emisión de eventos deportivos, documentales e información del mundo de BBC World, además de algunos programas de entretenimiento como Saturday Night Live. Cada hora emitía un pequeño boletín informativo de no más de tres minutos.
A partir del 1 de julio de 2005, SVT24 junto con Barnkanalen y Kunskapskanalen comenzaron a emitir en plataformas de televisión por cable como UPC o Com Hem. A finales de 2016, debido a recortes de presupuesto se suprimieron varios programas de entretenimiento y en su lugar se emitieron redifusiones de programas de SVT1 y SVT2.
El canal adoptó finalmente el nombre actual en 2007 para identificarse con Sveriges Television. El 25 de noviembre de 2013, SVT solicitó licencia para emitir SVT24 en alta definición (HD), licencia que se le concedió en 2015 pero todavía no ha comenzado las emisiones.

## Identidad Visual

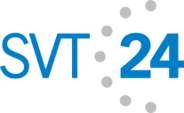
Antiguo logo de SVT24 del 15 de marzo de 1999 al 2001.
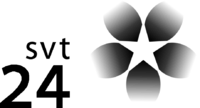
Antiguo logo de SVT24 del 2001 al 2003.
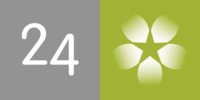
Antiguo logo de SVT24 del 2003 al 2007.
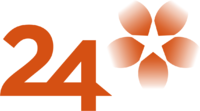
Antiguo logo de SVT24 del 2007 al 24 de agosto de 2008.
Antiguo logo de SVT24 del 25 de agosto de 2008 al 4 de marzo de 2012.
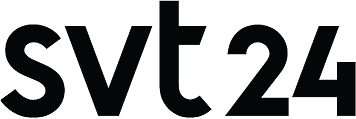
Logo de SVT24 desde el 25 de noviembre de 2016.